# Apple M2 Pro
Apple M2 Proは、2023年1月17日に発表された、AppleがMac向けにARMアーキテクチャのライセンスを受けて設計したシステムオンチップ（SoC）である。TSMCの5nmプロセスで製造されている。
本SoCの上位版にあたるApple M2 Maxとは、GPUのコア数およびメモリの帯域と容量で区別されている。

## 仕様

### CPU
12コアおよび10コアの構成が存在する。

### その他
6.8 TFLOPSの19コア（もしくは16コア）のApple独自設計によるGPU、Apple A15 Bionicと同じ16コアNeural Engine 15.5 TOPS/s、次世代Secure Enclave、ProResアクセラレータやHEVCエンコーダなどの専用処理回路メディアエンジンを搭載しておりThunderbolt 4 コントローラなども搭載されている。
M2 Proチップはユニファイドメモリ構造であり、CPUやGPUといったチップ内すべてのコンポーネントがメモリアドレスを共有している。メモリには4チャンネルで合計200GB/sの帯域を実現する、LPDDR5-6400 SDRAM、16GBと32GBの2構成が採用される。

## 搭載モデル
Apple M2 Proチップは、2023年1月に発表された Mac mini, MacBook Proに搭載されている。Mac miniのM2 Pro標準構成とMacBook Pro14インチの最下位モデルではCPUは10コア、GPUコアは16コアと前者が2つ, 後者が3つ無効化されている。
- Mac mini (2023)
- MacBook Pro (14-inch, 2023)
- MacBook Pro (16-inch, 2023)

## 関連する同世代SoC
以下の表は「Avalanche」と「Blizzard」マイクロアーキテクチャに基づいた各種SoCを示している。
| チップ名 | CPUコア数（高性能+高効率） | GPUコア数 | メモリ (GB)   | トランジスタ数 |
| -------- | -------------------------- | --------- | ------------- | -------------- |
| A15      | 6 (2+4)                    | 4         | 4 - 6         | 150億          |
| A15      | 6 (2+4)                    | 5         | 4 - 6         | 150億          |
| M2       | 8 (4+4)                    | 8         | 8 - 16 - 24   | 200億          |
| M2       | 8 (4+4)                    | 10        | 8 - 16 - 24   | 200億          |
| M2 Pro   | 10 (6+4)                   | 16        | 16 - 32       | 400億          |
| M2 Pro   | 12 (8+4)                   | 16        | 16 - 32       | 400億          |
| M2 Pro   | 19                         |           | 16 - 32       | 400億          |
| M2 Max   | 12 (8+4)                   | 30        | 32 - 64 -96   | 670億          |
| M2 Max   | 12 (8+4)                   | 38        | 32 - 64 -96   | 670億          |
| M2 Ultra | 24 (16+8)                  | 60        | 64 - 128 -192 | 1340億         |
| M2 Ultra | 24 (16+8)                  | 76        | 64 - 128 -192 | 1340億         |